# Dana Reeve
Dana Reeve, född Morosini den 17 mars 1961 i Teaneck i Bergen County, New Jersey, död 6 mars 2006 i New York, var en amerikansk skådespelare och välgörenhetsorganisatör.
Reeve medverkade bland annat i TV-serierna Law & Order och Oz. Hon var gift med skådespelaren Christopher Reeve från 1992 till hans död 2004.

## Filmografi
- 1983 – Loving
- 1990 – Steel Magnolias
- 1990 – I lagens namn (TV-serie) – avsnittet "By Hooker, by Crook"
- 1995 – Utom all misstanke
- 1996 – Lifestories: Families in Crisis
- 1997 – I lagens namn (TV-serie) – avsnittet "Barter"
- 1997 – Feds
- 2000 – Oz (TV-serie)
- 2001 – Law & Order: Criminal Intent
- 2003 – Freedom: A History of Us
- 2004 – The Brooke Ellison Story
- 2006 – Allas hjälte (röst)